# Освиго (Њујорк)
Освиго (енгл. Oswego) град је у америчкој савезној држави Њујорк. По попису становништва из 2010. у њему је живело 18.142 становника.

## Демографија
Према попису становништва из 2010. у граду је живело 18.142 становника, што је 188 (1,0%) становника више него 2000. године.
| Група             | 2000.          | 2010.          |
| Белци             | 16.888 (94,1%) | 16.645 (91,7%) |
| Афроамериканци    | 186 (1,0%)     | 227 (1,3%)     |
| Азијати           | 147 (0,8%)     | 221 (1,2%)     |
| Хиспаноамериканци | 503 (2,8%)     | 798 (4,4%)     |
| Укупно            | 17.954         | 18.142         |